# Semmel Concerts Entertainment
Die Semmel Concerts Entertainment GmbH ist ein deutscher Konzertveranstalter unter dem Dach des Live Entertainment Netzwerks Eventim Live GmbH. Geschäftsführender Gesellschafter des Unternehmens ist Dieter Semmelmann. Semmel Concerts Entertainment veranstaltet jährlich rund 1500 nationale und internationale Veranstaltungen sowie Eigenproduktionen, die von insgesamt circa 5 Millionen Besuchern besucht werden.

## Geschichte
Das Unternehmen wurde 1991 von Dieter Semmelmann gegründet. Mitte der Neunzigerjahre erfolgte das erste größere Tourneeprojekt mit James Last. Im Jahr 2000 beteiligte sich die CTS Eventim AG & Co. KGaA mit 50,2 % an der Gesellschaft und ist damit Mehrheitseigner.
2013 erwirtschaftete das Unternehmen erstmals einen Umsatz über 100 Millionen Euro. Seit der Gründung beteiligte sich Semmel Concerts Entertainment unter anderem an der PGM Promoters Group Munich Konzertagentur GmbH sowie der Arena Berlin Betriebs GmbH, dem Betreiber der Arena Berlin, einem Veranstaltungsgelände mit Eventhalle in Berlin. Semmel Concerts ist außerdem alleiniger Gesellschafter der Show Factory Entertainment GmbH in Wien.
Im März 2024 hat das Unternehmen das zuvor ab März 2020 geschlossene Metronom Theater in Oberhausen von Stage Entertainment Germany übernommen. Technik und Ausstattung der 1.800 Plätze fassenden Spielstätte sollten überarbeitet werden, damit am 29. November 2024 die erste Produktion mit dem Musical Der Geist der Weihnacht über die Bühne gehen konnte. Ebenfalls wurden Foyer und Außenfassade renoviert. Geplant sind seither wechselnde Musicals und Shows, da der vormalige Eigentümer, Stage Entertainment Germany, Semmel Concerts vertraglich untersagt hatte, Produktionen im Metronom Theater vorerst länger als acht Wochen laufen zu lassen. Nach Premieren in Oberhausen sollen die Musicals und Shows als Tourneeproduktionen auch in anderen Städten aufgeführt werden. Offizieller Ticketpartner ist CTS Eventim Deutschland.
Im April 2024 gründete Semmel Concerts zusammen mit Ralf Kokemüller Limelight Live Entertainment; ein Unternehmen, das sich auf den Musical- und Showbereich spezialisiert. Kokemüller war zuvor Geschäftsführer beziehungsweise Co-CEO von ATG Entertainment (vormals Mehr-BB-Entertainment bzw. BB-Promotion). Limelight Live Entertainment stellt seither den Hauptmieter des Metronom Theaters dar.

## Unternehmensstruktur
Im Bundesanzeiger wird für das Unternehmen ein Umsatz von 217,1 Millionen Euro im Jahr 2022 angegeben. Im internationalen Pollstar-Ranking Top 100 Promoter Grosses werden die Bruttoeinnahmen für den Zeitraum von November 2022 bis August 2023 mit 151 Millionen US-Dollar beziffert.
Stand 2022 beschäftigt Semmel Concerts Entertainment im gesamten Unternehmensnetzwerk circa 170 Mitarbeiter in acht Niederlassungen in Deutschland.
Zum Stichtag 31. Dezember 2021 besaß die Semmel Concerts Entertainment neben den Anteilen an der PGM Konzertagentur GmbH, der Arena Berlin Betriebs GmbH sowie der Show Factory Entertainment GmbH Anteile an folgenden Unternehmen:
- Tour-House Veranstaltungs-, Konzert-, TV- und Media Consulting GmbH, Hamburg 100 %
- Wild und frei – Gesellschaft für Promotion und Marketing mbH, Köln 100 %,
- PAN Veranstaltungslogistik und Kulturgastronomie GmbH, Dresden 33,3 % (Stichtag ist hier der 31. Dezember 2020)

Des Weiteren kooperiert das Unternehmen mit der FKP Scorpio Konzertproduktionen GmbH für die Ausrichtung des Highfield-Festivals, Leipzig (vormals in Erfurt).
Die CTS Eventim aus München ist Muttergesellschaft der Semmel Concerts Entertainment, wobei die Eventim Live (ehemals Medusa Music Group GmbH) aus Bremen die direkte Muttergesellschaft ist. Die Unternehmensstruktur umfasst neben dem Geschäftsbereich Semmel Concerts des Weiteren Semmel Exhibitions und Semmel Concerts Artists & Events.

## Produktionen
Semmel Concerts Entertainment deckt sowohl die lokale Durchführung internationaler Top-Acts als auch die Komplettabwicklung großer Tourneen ab.

### Shows & Konzerte
Zu den Eigenproduktionen von Semmel Concerts gehört u. a. Hans Zimmer Live – Europe Tour 2022/23. Des Weiteren produziert das Unternehmen Roland Kaisers Arena-/Stadiontour zum Geburtstag und Bühnenjubiläum. Semmel Concerts Entertainment veranstaltet außerdem Showformate wie Let’s Dance, Abbamania The Show und The Greatest Show. Ebenso umfasst das Veranstaltungsangebot des Unternehmens eigene Marken wie Sound of Nashville, Kaisermania sowie weitere Clubveranstaltungen.
Die bisher größte Tournee der Semmel Concerts Entertainment war die Tour Helene Fischer Live 2017/18 mit über 70 Shows sowie die im Jahr 2018 anschließende Stadion-Tournee mit zusammen über 1,3 Millionen Zuschauern.

### Ausstellungen
Semmel Exhibitions produziert unter anderem die Ausstellungen Tutanchamun, Disney 100: Die Ausstellung, Marvel Universe of Super Heroes sowie Marvel Earth Mightiest Exhibition.

## Auszeichnungen
2019 belegte das Unternehmen im Pollstar-Ranking Platz 4 in der Kategorie Top 100 Worldwide Promoters. Außerdem wurde Semmel Concerts Entertainment seit dem Jahr 2010 mehrfach mit dem Live-Entertainment-Award (LEA) ausgezeichnet.
Im internationalen Pollstar-Ranking Top 100 Promoter Grosses für den Zeitraum von November 2022 bis August 2023 belegte das Unternehmen den 10. Platz unter den Konzertveranstaltern. Des Weiteren belegte das Unternehmen 2023 im Pollstar-Ranking Platz 7 in der Kategorie Top 100 Promoter Tickets, Worldwide. Pollstar führte das Unternehmen zudem als das deutsche Unternehmen mit den meisten Ticketverkäufen (2.664.867 Tickets) im Verkaufszeitraum vom 1. August 2022 bis zum 31. Juli 2023.